# Malacara
|  | Per la recopilació d'Els Pets, vegeu Els Pets |

Malacara és un nucli de població del municipi d'Estaràs inclòs en l'Inventari del Patrimoni Arquitectònic de Catalunya.

## Descripció
El nucli de Malacara està situat a 2,7 kilòmetres del poble de Ferran, agafant un camí sense asfaltar que surt vora la bàscula del poble (indicador a "Santa Maria") i sempre seguint pel camí de la dreta. El seu nucli està format per un antic castell, reconvertit actualment, en una casa senyorial i l'església de Santa Maria, adossada a aquesta. Aquesta casa senyorial se'ns presenta de planta rectangular distribuïda a partir de planta baixa, primer i segon pis, ràfec de teula i maó a les façanes de migjorn i tramuntana, i coberta exterior a doble vessant.

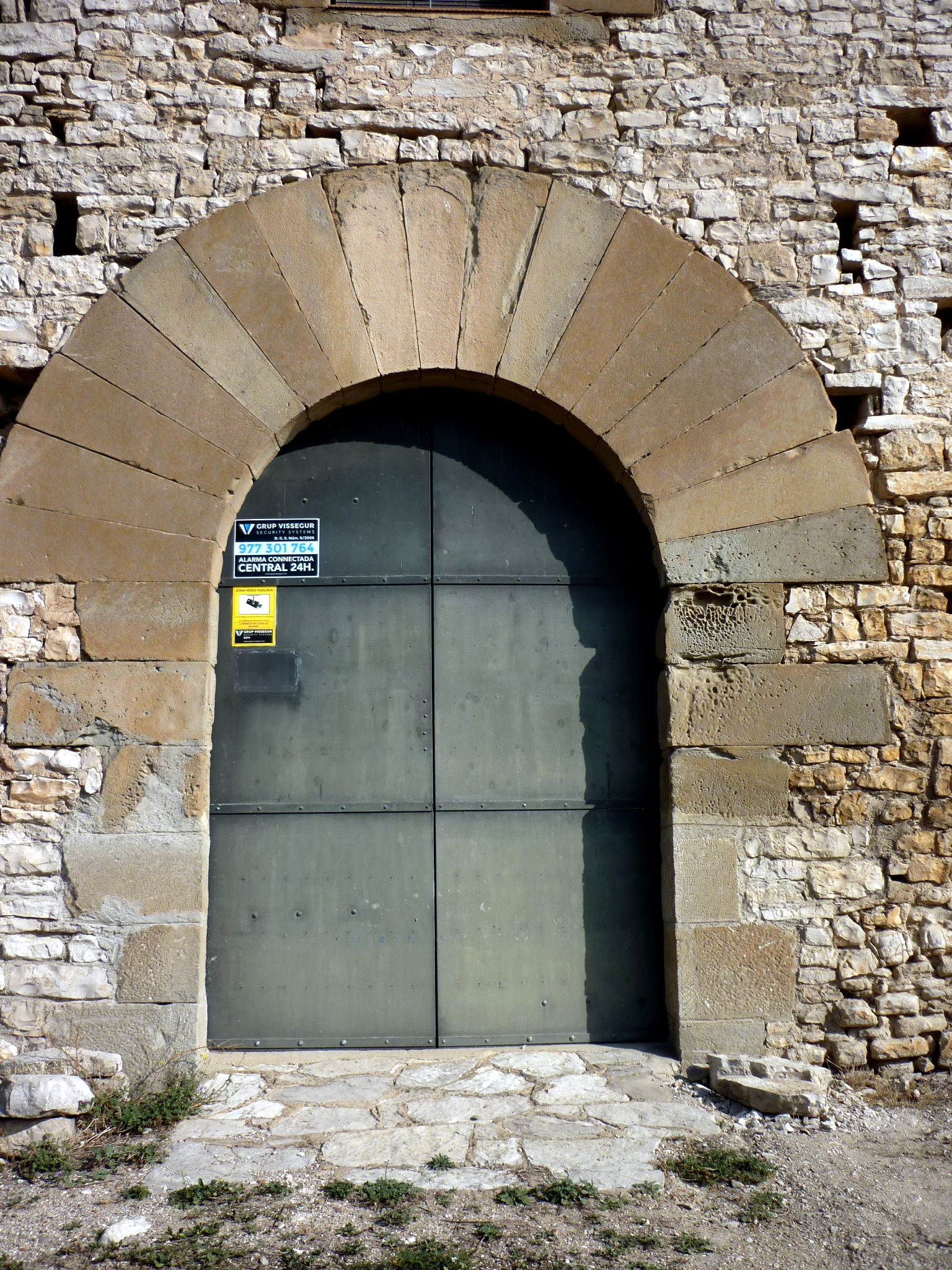
Portal adovellat

 A la façana principal, situada a migjorn, trobem la seva porta d'accés d'arc de mig punt adovellat i totes les finestres estan emmarcades a partir de llindes monolítiques de pedra picada i ambdós brancals d'aquestes, realitzades amb grans carreus de pedra del país. El seu parament està realitzat amb paredat de pedra aprofitada de l'antiga construcció amb presència de carreus mig treballats a les cantoneres de les façanes. Adossada a aquesta casa senyorial, per la façana de llevant, troben situada l'església de Santa Maria. Aquesta església se'ns presenta d'una sola nau amb volta de creueria, planta rectangular, capçalera plana i coberta a doble vessant. A la façana principal hi ha l'actual porta d'accés d'arc rebaixat, damunt la qual hi ha una finestra descentrada i corona tota la façana, un campanar d'espadanya d'un ull, sense campana. Aquesta església presenta un parament de carreus irregulars disposats en filades.

## Història
Del castell de Malacara tenim constància des de principis del segle xi, quan pertanyia als esposos Isarn i Il·lia. Com el castell de Ferran, pertanyia a la marca de Berga. Entre 1068 i 1095, Hug Dalmau de Cervera i la seva família, van jurar fidelitat al comte de Cerdanya-Bergadà pel castell de Malacara i altres propers.
L'any 1094, en el testament de Guillem Ramon I, figura entre les seves possessions aquest castell. Aquí sorgí una família de castlans anomenats Malacara, als quals trobem en diversos documents del segle xii.

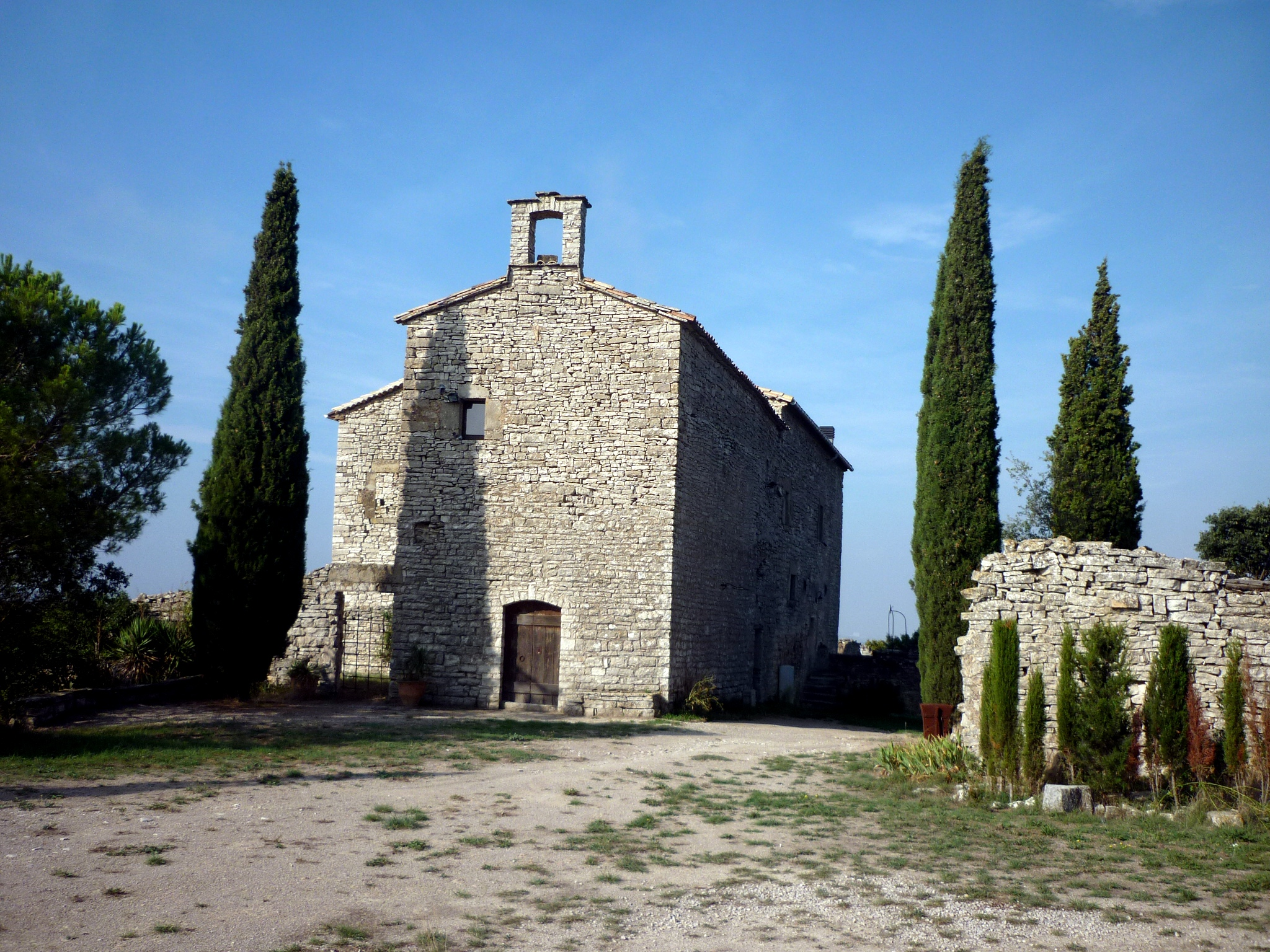
Església de Santa Maria

Al segle xiii la possessió de Malacara passà als Cardona, però Ramon Folc cedí la castlania a Ramon de Montalbà, a qui va heretar la seva filla Ferrera, casada amb un Rabinat. Al segle xiv dels Rabinat passà als Sescomes (o Cescomes) fins que l'any 1616, el castell fou enderrocat per ordre del virrei duc d'Alburquerque, amb l'excusa que a dins seu s'amagaven bandolers.
L'any 1628 la propietat passà a mans dels Sabater, els quals van aixecar l'edifici actual. El 1794, Felip de Riquer i Sabater deixà les seves possessions al seu fill Borja de Riquer i de Ros, d'aquesta manera Malacara passà a la família Riquer. A finals del segle xix, els Riquer vengueren la casa a la família Triter-Regàs, que encara avui són propietaris.
A l'altar de l'església de Santa Maria es venerava una talla romànica de la Verge de Malacara, però va ser cremada arran de la Guerra Civil i actualment es venera una altra talla romànica, cedida l'any 1939 per les monges trinitàries de Madrid. L'església de Santa Maria tot i que no va ser sufragània de l'església parroquial de Sant Jaume de Ferran era subsidiària respecte de Ferran. Va pertànyer al bisbat de la Seu d'Urgell, posteriorment passà al bisbat de Solsona.